# Kazys Lozoraitis
Kazys Lozoraitis (ur. 23 lipca 1929 w Berlinie, zm. 13 sierpnia 2007 w Rzymie) – litewski polityk i dyplomata, syn Stasysa i brat Stasysa jr. Lozoraitisów.
W latach 1972–1992 pracował w redakcji audycji radia watykańskiego na Litwę. W latach 1992–2004 sprawował funkcję ambasadora Litwy przy Stolicy Apostolskiej i Zakonie Maltańskim. Odznaczony Krzyżem Wielkim Komandorskim Orderu Wielkiego Księcia Giedymina oraz Krzyżem Wielkim Orderu Zasługi dla Litwy oraz kawaler Orderu Świętego Sylwestra.